# Falter
 (février 2024).
La mise en forme du texte ne suit pas les recommandations de Wikipédia : il faut le « wikifier ».
Les points d'amélioration suivants sont les cas les plus fréquents. Le détail des points à revoir est peut-être précisé sur la page de discussion.
- Les titres sont pré-formatés par le logiciel. Ils ne sont ni en capitales, ni en gras.
- Le texte ne doit pas être écrit en capitales (les noms de famille non plus), ni en gras, ni en italique, ni en « petit »…
- Le gras n'est utilisé que pour surligner le titre de l'article dans l'introduction, une seule fois.
- L'italique est rarement utilisé : mots en langue étrangère, titres d'œuvres, noms de bateaux, etc.
- Les citations ne sont pas en italique mais en corps de texte normal. Elles sont entourées par des guillemets français : « et ».
- Les listes à puces sont à éviter, des paragraphes rédigés étant largement préférés. Les tableaux sont à réserver à la présentation de données structurées (résultats, etc.).
- Les appels de note de bas de page (petits chiffres en exposant, introduits par l'outil «  Source ») sont à placer entre la fin de phrase et le point final[comme ça].
- Les liens internes (vers d'autres articles de Wikipédia) sont à choisir avec parcimonie. Créez des liens vers des articles approfondissant le sujet. Les termes génériques sans rapport avec le sujet sont à éviter, ainsi que les répétitions de liens vers un même terme.
- Les liens externes sont à placer uniquement dans une section « Liens externes », à la fin de l'article. Ces liens sont à choisir avec parcimonie suivant les règles définies. Si un lien sert de source à l'article, son insertion dans le texte est à faire par les notes de bas de page.
- La présentation des références doit suivre les conventions bibliographiques. Il est recommandé d'utiliser les modèles {{Ouvrage}}, {{Chapitre}}, {{Article}}, {{Lien web}} et/ou {{Bibliographie}}. Le mode d'édition visuel peut mettre en forme automatiquement les références.
- Insérer une infobox (cadre d'informations à droite) n'est pas obligatoire pour parachever la mise en page.

Pour une aide détaillée, merci de consulter Aide:Wikification.
Si vous pensez que ces points ont été résolus, vous pouvez retirer ce bandeau et améliorer la mise en forme d'un autre article.
 (février 2024).
Si vous disposez d'ouvrages ou d'articles de référence ou si vous connaissez des sites web de qualité traitant du thème abordé ici, merci de compléter l'article en donnant les références utiles à sa vérifiabilité et en les liant à la section « Notes et références ».

Falter est un hebdomadaire de gauche libéral publié à Vienne et fondé en 1977 par Walter Martin Kienreich. Initialement publié toutes les deux semaines, Falter est un hebdomadaire depuis 1987. Les rédacteurs en chef sont Florian Klenk et Armin Thurnher.
Hermes Phettberg, Andrea Maria Dusl et le critique gastronomique Florian Holzer, entre autres, écrivent pour Falter.

## Histoire

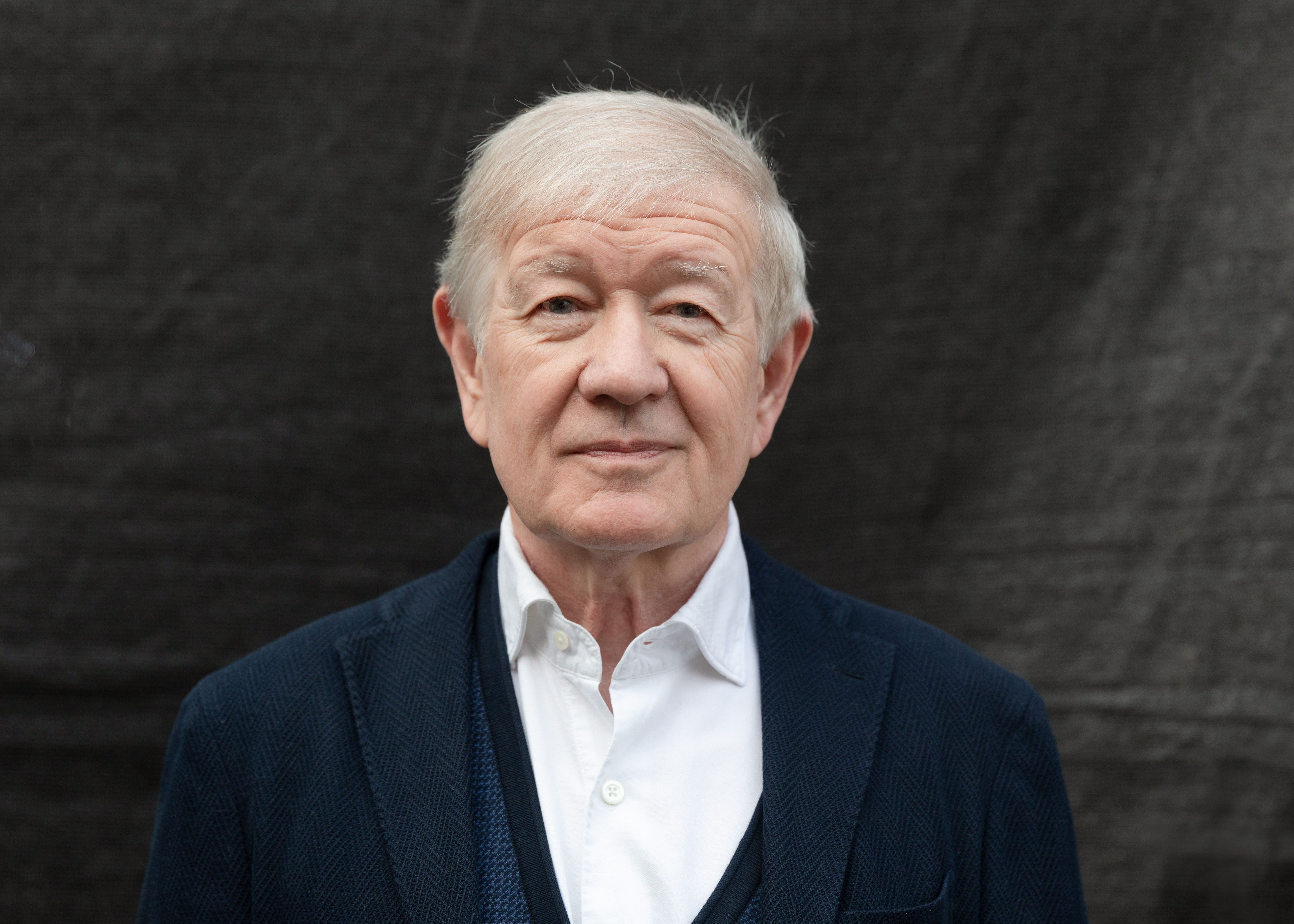
Armin Thurnher (2018)

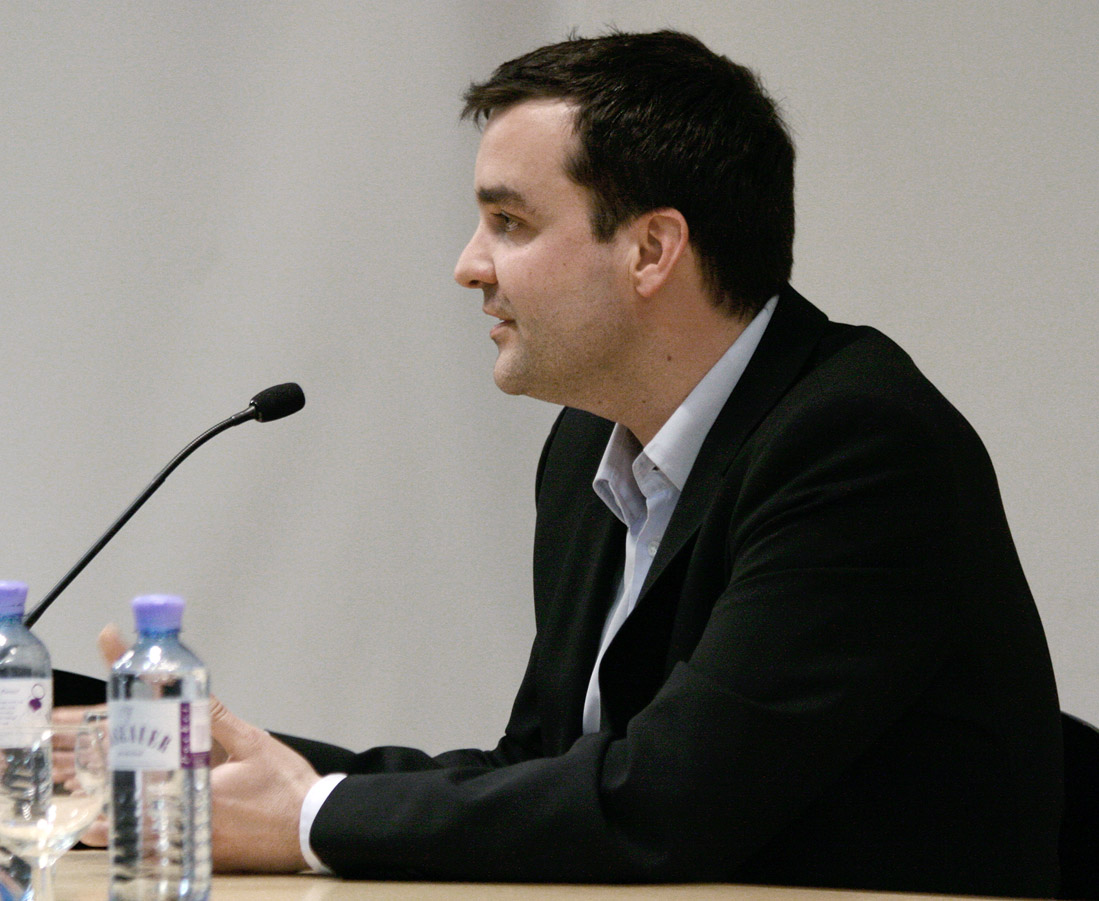
Florian Klenk (2011)

Falter est né à Vienne en 1976, avec comme date de première publication le 25 mai 1977 par Walter Martin Kienreich, le fondateur de Falter, alors responsable du contenu et de l'économie. Le noyau de l'équipe éditoriale, qui se considère comme un collectif au cours des premières années, comprend des artistes visuels et des étudiants de l'Institut d'études théâtrales de l'Université de Vienne. L'objectif du collectif est de rendre compte de la vie quotidienne et du racisme quotidien dans le sens d'un contre-public. Le premier rédacteur en chef est Christian Martin Fuchs.
En 1979, la rédaction reçoit le prix de journalisme Dr. Karl Renner pour les jeunes talents. L'année suivante, le « Merkheft Wien » est la première publication de Falter-Buchverlag. Jusqu'en 1980, Falter apparaît dans un système de vente purement manuelle ; ce n'est qu'à ce moment-là, avec un tirage d'environ 10 000 exemplaires, que les ventes ont été organisées de manière professionnelle. En 1981, l'équipe éditoriale a déménagé des locaux de l'Esslinggasse à la Zelinkagasse (tous deux dans le 1er arrondissement, l'Innere Stadt) et a désormais été publiée par Falter Verlags GmbH.
Falter a reçu sa première réforme complète en 1983. Le format correspond désormais à celui d'autres journaux autrichiens ; l'artiste conceptuel Ecke Bonk est en grande partie responsable de la conception graphique, y compris du logo. En 1985, le Club des journalistes autrichiens a décerné à Falter le premier prix Prof. Claus Gatterer pour le journalisme socialement engagé. En plus de l'hebdomadaire, l'éditeur produit désormais également le ÖH -Express. Au cours de ces années, les premiers dessins de Tex Rubinowitz et de Rudi Klein (de), entre autres, furent imprimés dans Falter. La rédaction déménage à nouveau en 1986 dans la Marc-Aurel-Straße, également dans le 1er arrondissement, où il se trouve encore aujourd'hui.
Falter est publié chaque semaine (tous les mercredis) depuis 1987. Avec le recul, Thurnher rapporte que le changement de publication était dû à une idée simple, mais non dénuée de fondement, de la part de Schneeweiß : doubler le produit des ventes, réduire de moitié les coûts de production. Cependant, une crise économique au sein de la maison d'édition a conduit à l'arrêt de l'ÖH Express. Falter était désormais publié par Falter Magazine GmbH et Falter Verlags GmbH a été fondée pour publier des livres et des produits d'édition d'entreprise.
La transformation du collectif des premières années en une équipe éditoriale « normale » et la création des maisons d'édition du groupe Falter ne se sont pas déroulées sans heurts. Lors de la création du Standard par Oscar Bronner en 1988, environ les neuf dixièmes de la rédaction ont rejoint le nouveau quotidien. Outre Jäger, Kurz et Loibl sont également partis en tant qu'associés, dont les parts ont été reprises par Reder et Siegmar Schlager. Hans Hurch, Wolfgang Koch et Klaus Nüchtern ont rejoint la rédaction. La même année, à la demande du président fédéral Kurt Waldheim, un exemplaire de Falter fut réquisitionné car il contenait une plainte pénale contre lui. La médiatisation de ce processus a fait connaître Falter bien au-delà de son lectorat précédent.
En 1991, l'investisseur Günter Kerbler, qui acquiert trois ans plus tard une participation majoritaire dans la maison d'édition en reprenant les actions du couple Reder et de Hannes Pflaum, rejoint Falter et finance une relance.
Dans les années 1990, Falter a été l'un des premiers médias autrichiens à aborder en permanence la politique médiatique . Le Ceterum censeo qu'Armin Thurnher a placé sous chacun de ses éditoriaux de 1994 à 2014 est bien connu : d'ailleurs, je suis d'avis que le Mediaprint (plus tard : le complexe Mediamil ) doit être démantelé. La réponse de ceux qui sont ainsi critiqués est venue dans le domaine non journalistique : en 1995, le Kronen Zeitung a couvert le Falter de poursuites s'élevant à des millions en raison d'un concours, ce qui a presque signifié la fin financière du journal. La création du magazine d'information Format en 1998 a provoqué de nouvelles turbulences. Le nouveau magazine, mais aussi le magazine Profil, qui lui était en concurrence directe et qui est encore aujourd'hui le magazine leader, ont augmenté leurs effectifs et débauché presque tous les rédacteurs de Falter connus à l'époque.
En 2005, Falter a reçu le prix Concordia pour ses réalisations journalistiques exceptionnelles dans le domaine des droits de l'homme. La même année, le journal paraît également pour la première fois avec sa propre édition de Styrie.
Falter a célébré son 30e anniversaire en 2007 avec une édition spéciale dans laquelle, entre autres, un article de chaque année de l'histoire du magazine a été imprimé, et avec le double CD nommé d'après une section hebdomadaire "Gut Böse Jenblich (30 ans de Falter - 30 ans de musique viennoise)”.
Avec le numéro du 17 septembre 2008, le dossier a été relancé. Dirk Merbach, directeur artistique de longue date de l'hebdomadaire allemand Die Zeit, qui travaillait depuis longtemps sur les graphismes de Falter, a joué un rôle clé à cet égard. Le résultat a été l'expansion de la section d'opinion au début du journal, l'inclusion de la section Styrie en tant que département distinct directement dans Falter et une extension du programme d'événements (maintenant sous forme de journal amovible dans le journal avec le titre Falter :Woche).
En termes de contenu, la refonte s'est accompagnée d'une ouverture accrue aux sujets européens et mondiaux, même si l'accent mis sur l'orientation urbaine viennoise a été conservé. La police de caractères et la mise en page ont également été renouvelées, entre autres en introduisant des colonnes marginales.
À la mi-2012, Falter entre dans sa phase suivante : Florian Klenk, revenu de Die Zeit en 2007, est nommé rédacteur en chef aux côtés d'Armin Thurnher en 2012, et Thurnher devient également rédacteur en chef. Avec Klenk, Falter est devenu plus perçu politiquement et publiquement. Ceci est indiqué par l'évolution ultérieure de l'aire de répartition - de 1,4 pour cent en 2015 à 2,6 pour cent en 2018 et à 3,2 pour cent en 2020.
Contrairement à d’autres éditeurs, Falter s’est lancé tardivement sur Internet. En 2017, Raimund Löw, chroniqueur de Falter et ancien journaliste de l'ORF, a lancé le podcast « FALTER Radio », qui est l'un des podcasts les plus réussis d'Autriche, et en 2019, Florian Jungnikl-Gossy a été recruté par Der Standard en tant que responsable du numérique.
En février 2021, Falter a lancé une nouvelle newsletter éditoriale qui paraît chaque jour de la semaine, appelée FALTER.morgen. L’objectif est ainsi de créer un média quotidien et actuel traitant notamment de sujets urbains. Au bout d'un mois, la newsletter comptait plus de 30 000 abonnés.

## Positionnement politique

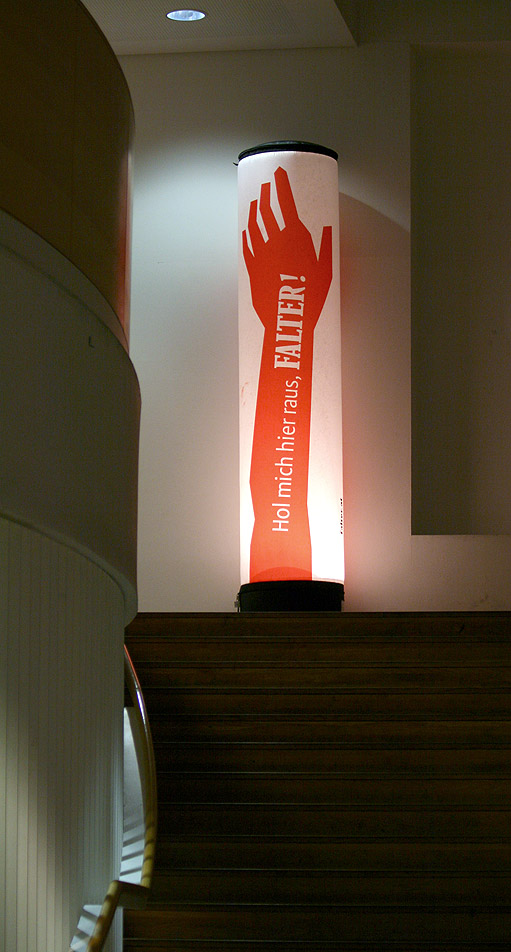
Sortez-moi d'ici, FALTER !
Slogan du journal hebdomadaire

Falter est considéré comme une apparition de la presse alternative professionnalisée de la fin des années 1970. Contrairement à la WOZ suisse Die Wochenzeitung ou Die Tageszeitung à Berlin, Falter n'est pas assuré par une coopérative. La maison d'édition est financée par le magazine et les éditions d'entreprise.
Falter rend compte, dans une perspective de gauche libérale, de la politique, des médias, de la culture et de la vie urbaine à Vienne et à Graz. L'hebdomadaire est connu pour son journalisme d'investigation solidement documenté. En 2016, il a été membre fondatrice du réseau de recherche journalistique European Investigative Collaboration (EIC).

## Réception
Surtout, ses origines en tant que journal de type fanzine produit à l'origine par des amateurs et son image de soi en tant que représentant de l'urbanité dans ce qui était alors une Vienne « endormie » ont fait de Falter une source journalistique pour les historiens de l'histoire quotidienne de Vienne et de l'histoire de la Vienne en dehors des courants dominants de la culture pop de la fin des années 1970 au début des années 1990.

## Prix
- 1979 : Prix de journalisme Dr. Karl Renner en guise de parrainage pour la rédaction de Falter
- 1985 : Prix Prof. Claus Gatterer pour le journalisme socialement engagé
- 2005 : Prix Concordia dans la catégorie liberté de la presse
- 2008 : Prix du Journal Européen : Prix dans les catégories Innovation (pour Falter:Woche), Illustration et Championnat d'Europe Spécial de Football 2008
- 2009 : Prix du Journal Européen : Prix pour trois couvertures (n°12, 23 et 45), trois prix pour des textes éditoriaux
- 2016 : Prix du Journal européen : deux prix chacun dans les catégories Pages d'actualité - Élections et Illustration et un prix chacune dans les catégories Narration visuelle, Pages d'actualité - Football EM et Photographie - Coupe[7]